# Ptilinopus purpuratus
Ptilinopus purpuratus là một loài chim trong họ Columbidae.